# Museum der historischen Waschtechnik
Das Museum der historischen Waschtechnik ist ein Museum in Brock (Ostbevern)
Das Museum zeigt mehr als 5.000 Exponate vom kleinen Seifenstück bis zur Industriewaschmaschine. Das älteste Stück stammt aus dem 17. Jahrhundert, der größte Teil entstammt jedoch aus dem 19. und 20. Jahrhundert. Gut lässt sich die Entwicklung der Waschtechnik daran ablesen.